# リクウズムシ科
リクウズムシ科（Geoplanidae）は、三岐腸目に属するウズムシの科の一つ。ニューギニアヤリガタリクウズムシやコウガイビルが含まれる。

## 特徴
海のヒラムシや川のウズムシと違い、地上に生息する。土の中に生息するものが多い。色が付いたものが多く、ほとんどの種類は小型である。

## 分類
WoRMSによる。

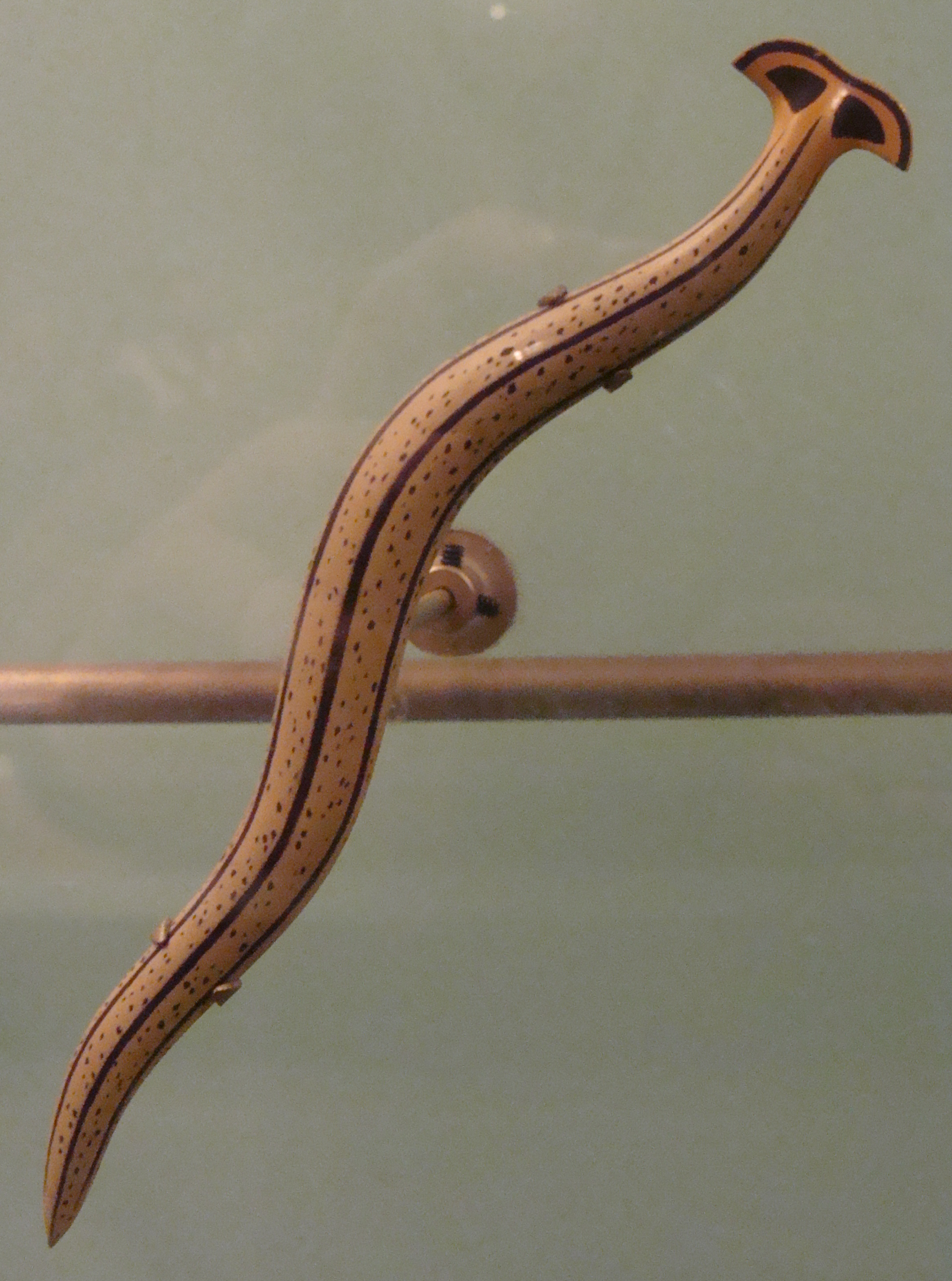

- Bipaliinae - コウガイビルなど
- Microplaninae
- Geoplaninae - オバマ属など
- Timyminae

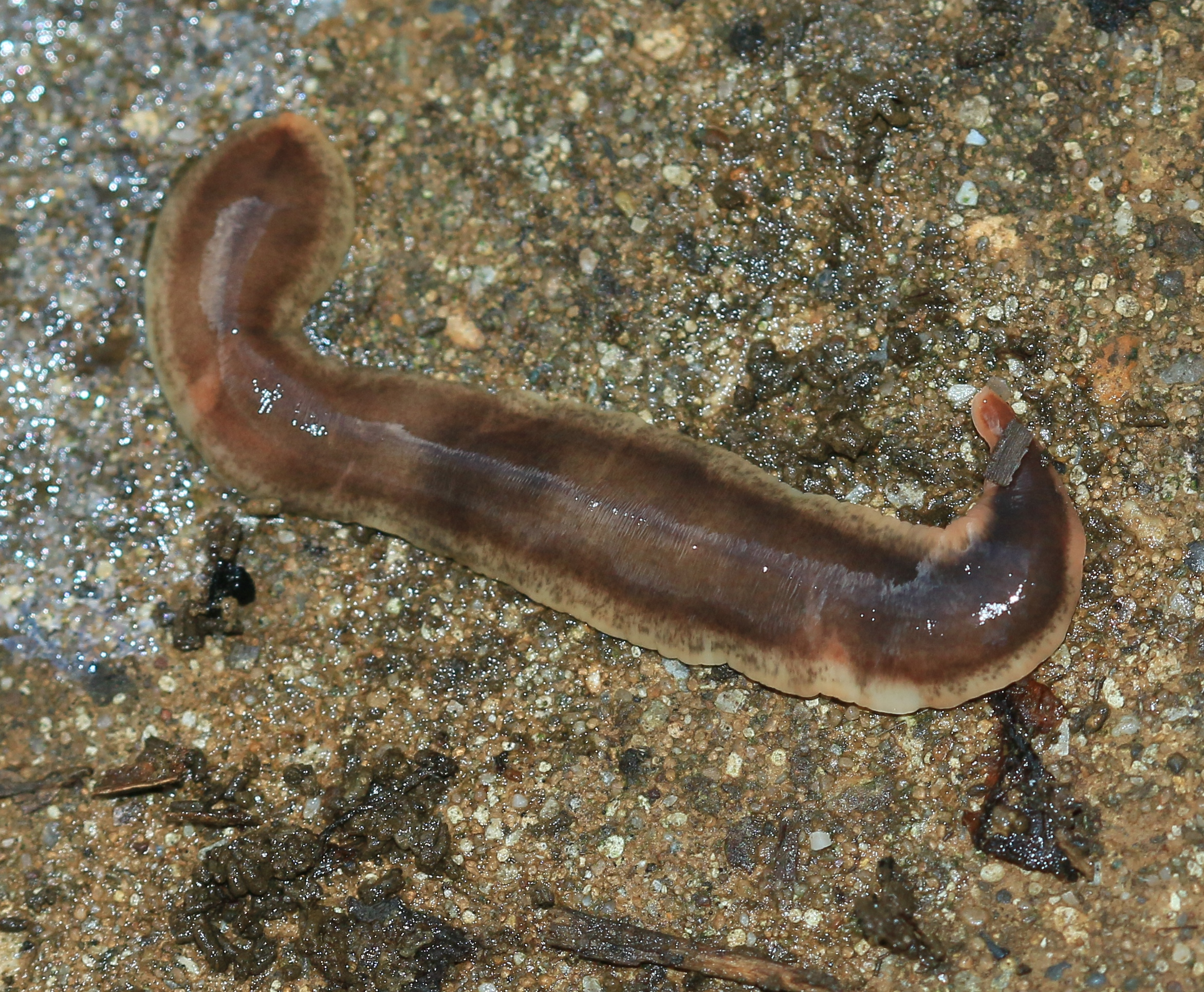
アルトリデンディウス・トリアングラトゥス

- Rhynchodeminae
  - Eudoxiatopoplanini
  - Argaplanini
  - Anzoplanini
  - Caenoplanini
  - アルトリデンディウス・トリアングラトゥスPelmatoplanini
  - Rhynchodemini - ニューギニアヤリガタリクウズムシなど